# Ebnit
Ebnit je horská vesnice a část obce Dornbirn ve Vorarlbersku (západní Rakousko). Patří mezi poměrně oblíbené klimatické lázně, nachází se v hornatém terénu na úplném jihu Dornbirnu a stejně jako Lech, Damüls nebo Mittelberg je jednou z vorarlberských walserských vesnic.

## Geografie

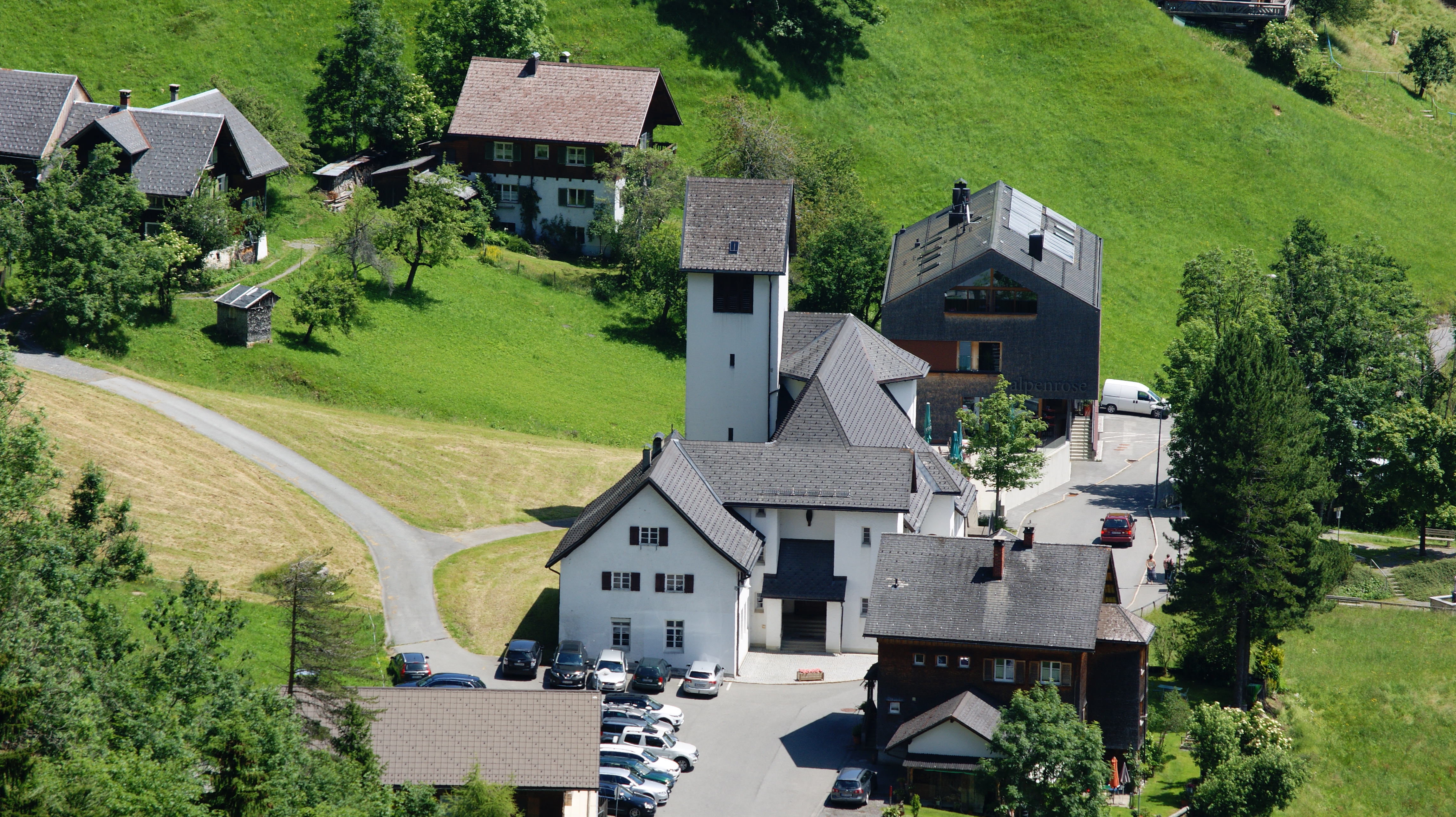
Centrum vesnice s kostelem a hotelem Alpenrose

Ebnit se nachází v horách nad Vorarlberským údolím Rýna v nadmořské výšce 1075 metrů v těžko přístupném údolí řeky Ebniterach (Dornbirner Ach) na pravém údolním svahu. Tato horská krajina v rámci Bregenzského lesa je jedním z nejzápadnějších předhůří Východních Alp, a po staletí byla obtížně přístupná kvůli své geografické poloze. Dnes je odlehlá poloha Ebnitu uprostřed dornbirnských hor skvělým výchozím bodem pro horské túry v oblasti horského hřebenu Freschenstock.
Při posledním sčítání lidu v roce 2016 byla populace Ebnitu 130 lidí (trvalý pobyt). Kromě těchto celoročních obyvatel má nezanedbatelné množství lidí v Ebnitu rekreační dům nebo přechodný pobyt a bydlí zde zejména v letních měsících.

### Rozloha
Ebnit pokrývá oblast kolem 22 kilometrů čtverečních (2 163 hektarů), což je asi 18 % z celé plochy obce Dornbirn. Oblast je rozdělena do dvou nepropojených katastrálních území, přičemž samotná vesnice se nachází na území Ebnit I, zatímco území Ebnit II tvoří výhradně alpská oblast na úplném jihu obce Dornbirn v okolí hory Hoher Freschen.
| Katastrální území | Kód   | Rozloha     | Poloha |
| ----------------- | ----- | ----------- | ------ |
| Ebnit I           | 92002 | 1.159,09 ha |        |
| Ebnit II          | 92003 | 1.003,50 ha |        |

## Historie

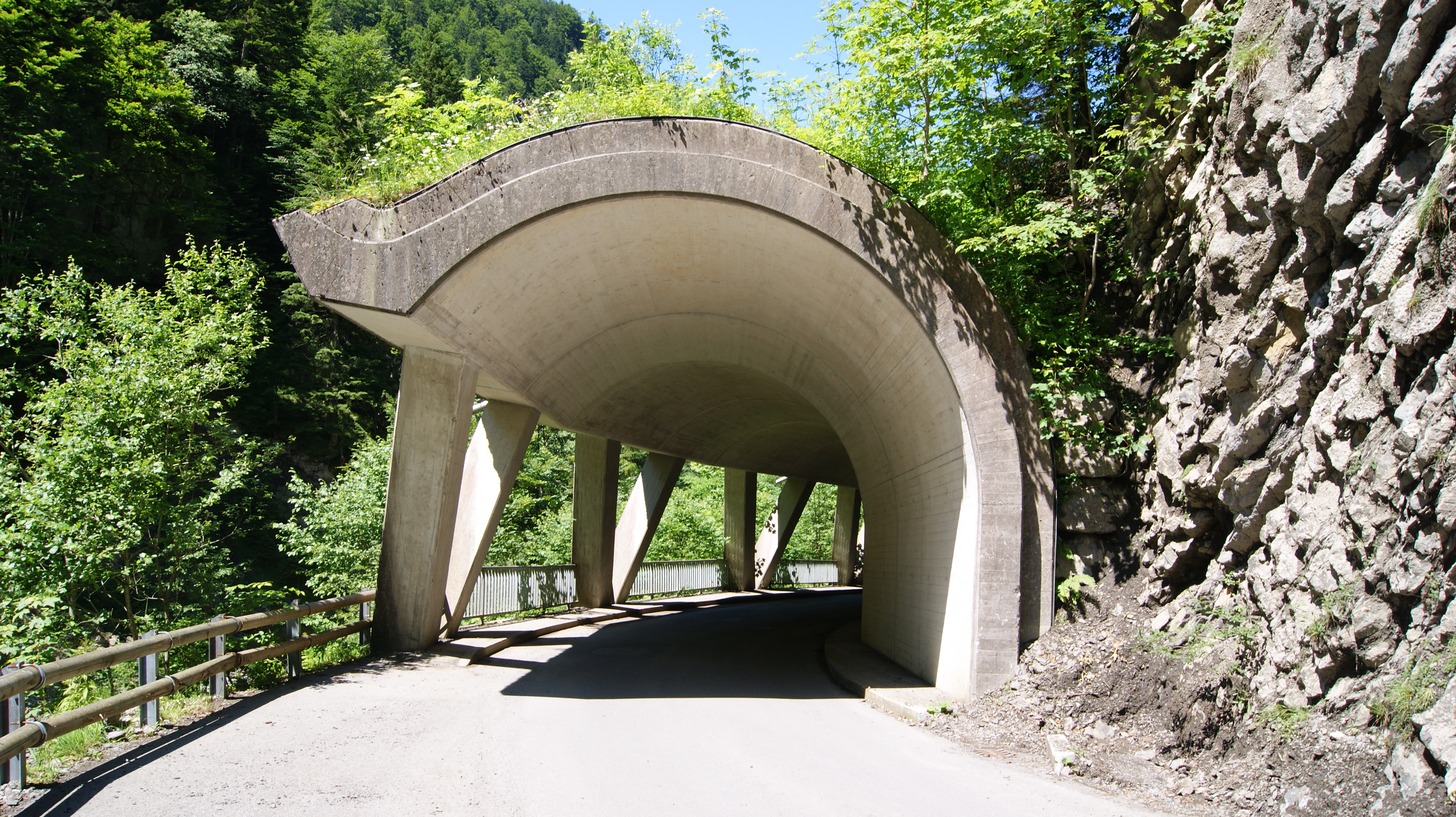
Silnice Ebniterstraße

V pozdním středověku byli lidé ze švýcarského kantonu Valais nuceni kvůli chudobě opustit své domovy a hledat nová místa k životu. V řadě alpských oblastí jim byla nabídnuta k vymýcení a osídlení odlehlá, neprůchodná a nezastavěná údolí. Walserové byli považováni za svobodné lidi (tj. nepatřili mezi nevolníky). Založení walserské osady v Ebnitu je doloženo v listině z roku 1351, tehdy ještě pod názvem „Ebenot“. Etymologicky název místa s největší pravděpodobností označuje rovinatou oblast v jinak hornatém terénu. Tento etymologický původ byl již prokázán u jiných podobných místních názvů.
Spor o to, zda ti obyvatelé Ebnitu, kteří se přestěhovali dolů do údolí, do Dornbirnu, mají být od té chvíle považováni za nevolníky či ne, způsobil v roce 1539 zrušení walserských svobod a Ebnitští byli prohlášeni za nevolníky panů z Emsu. V roce 1806 získal Ebnit statut nezávislé obce a tím také nezávislost na císařském hrabství Hohenems.
V roce 1921 uzavřela tehdy samostatná obec Ebnit smlouvu s městem Dornbirn o výstavbě horské silnice Ebniterstraße z Dornbirnu do Ebnitu. Tato silnice, vedoucí divokým a romantickým údolím řeky Ebniterach (Dornbirner Ach) kolem soutěsky Rappenloch byla dokončena v roce 1927. V témže roce došlo k silnému požáru, při kterém byl zničen kostel, škola a fara. Kvůli této katastrofě a nákladné výstavbě silnice se obec dostala do vážných finančních potíží a nemohla nadále hradit své platby. Z tohoto důvodu byla v roce 1932 vesnice Ebnit začleněna do obce Dornbirn.
Další významná událost pro obec se přihodila v květnu 2011. Tehdy došlo ke zřícení mostu přes soutěsku Rappenloch, který překlenoval řeku Dornbirner Ach ve výšce 70 m. Událost se obešla bez zranění. Příčinou byly pohyby hornin v oblasti mostních opěr. Do té doby, než došlo o 44 dní později k dokončení provizorního mostu, bylo možné se do Ebnitu dostat pouze po lesních cestách. Nový most, důmyslně ukotvený ve skále, měl být původně hotový v roce 2020, v současné době (březen 2022) je však stále ve výstavbě.
V noci z 18. na 19. března 2020 se pod provizorním mostem zřítilo dalších 10 000 m³ skály. Samotný provizorní most zůstal stát díky svému ukotvení zasahujícímu hluboko do skály, ale následně byl z bezpečnostních důvodů rozebrán. Ebnit je tak nyní dostupný pouze po objízdné trase kolem jezera Staufensee.

## Infrastruktura

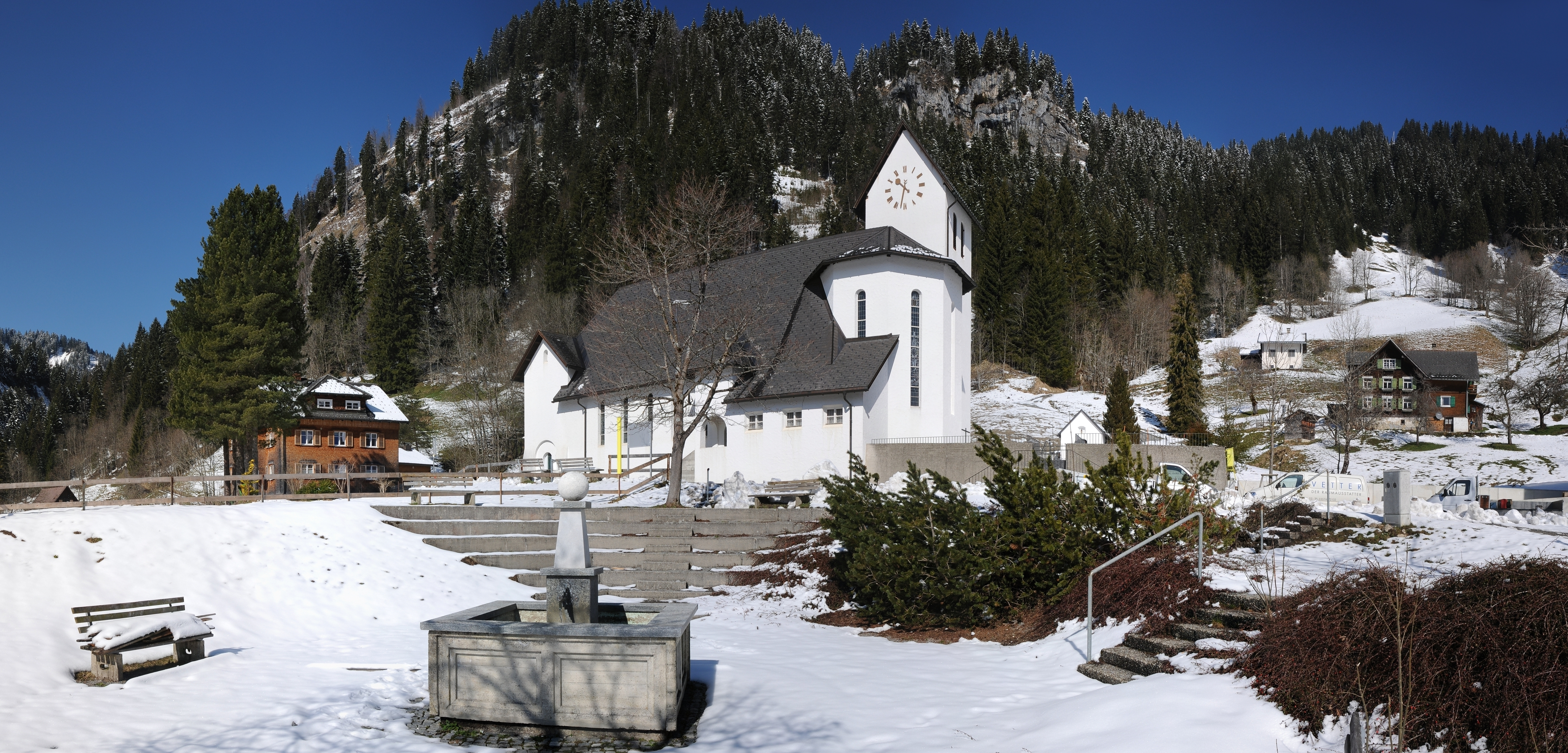
Vesnický kostel v Ebnitu

Ebnit nemá od roku 2014 vlastní obecnou školu kvůli své odlehlosti a malému počtu obyvatel. Až do jejího zrušení byla obecná škola Ebnit nejmenší školou ve Vorarlbersku, nebývalo výjimkou když ji navštěvovali jen čtyři žáci a jeden učitel. Kromě toho se v Ebnitu nachází hasičská zbrojnice sboru dobrovolných hasičů Dornbirn, který ve vesnici udržuje stálou hasičskou záchrannou jednotku. Lékařská péče je poskytována vyškolenými osobami pomocí systému „First Responder “, tedy soukromými osobami se základním lékařským vzděláním. Od roku 2009 má Ebnit vlastní plně automatizovanou a na dálku monitorovanou čistírnu odpadních vod. V zimě je v provozu lyžařský vlek Heumöserlift, který spravuje obec Dornbirn.
Spojení Ebnitu s intravilánem Dornbirnu umožňuje silnice Ebniterstraße, která byla postavena ve dvacátých letech 20. století. Silnice je využívána jak soukromou, tak veřejnou dopravou (dornbirnská autobusová linka č. 46). Z centru Ebnitu na vlakové nádraží Dornbirn se tak lze veřejnou dopravou dostat během 48 minut. Kromě Dornbirnu je Ebnit dopravně spojen také s městem Hohenems prostřednictvím horské silničky přes městskou část Emsreute. Toto spojení však není určené pro běžný provoz a lze jej proto použít pouze v případě nouze.
Malý katolický farní kostel v centru vesnice Ebnit nese název Farní kostel sv. Marie Magdaleny. Na tomto místě v Ebnitu stál kolem roku 1351 až 1377 malý klášter augustinů. Po požáru v roce 1508 byla roku 1515 postavena nová budova. V roce 1927 další požár zničil celou farní budovu. V letech 1928/29 byla opět postavena nová budova, tentokrát podle plánů Alfonse Fritze.
Železitý léčivý pramen, který byl na přelomu 19. a 20. století hojně využíván (každý den se prý přicházelo napít až 50 lázeňských hostů), je již dlouhou dobu mimo provoz.

## Cestovní ruch

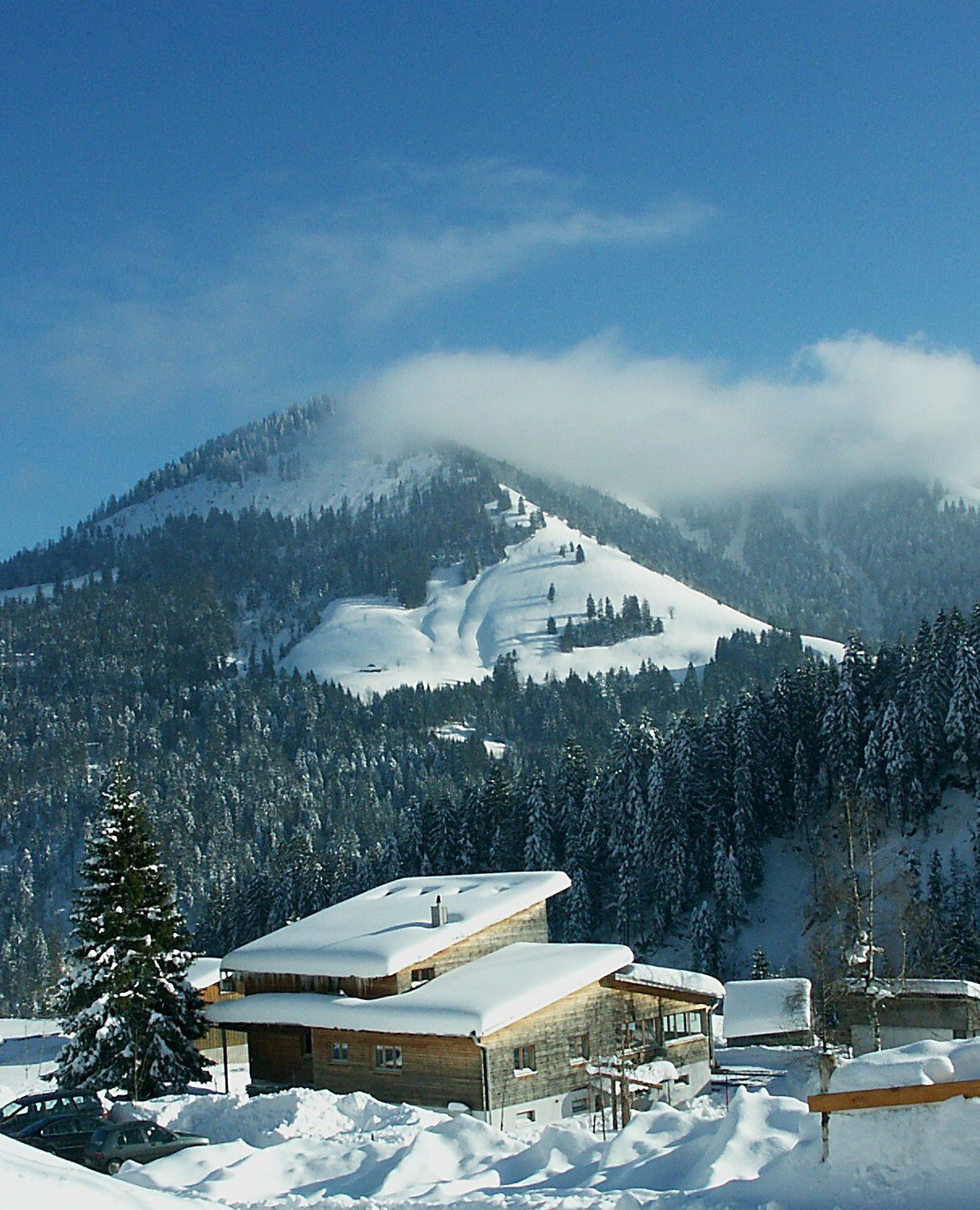
Sportovní dům Ebnit

Přestože vesnice leží v klidném prostředí uprostřed hor, turistický ruch zde není moc výrazný. Jsou zde pouze dva hostince (s pokoji pro hosty), prázdninová vesnička provozovaná Kolpingovou rodinou, sportovní dům a několik soukromých objektů určených k pronájmu. Přesto je Ebnit oblíbeným výchozím bodem pro různé horské túry.
Nejpopulárnější je výstup na horu Hoher Freschen, u kterého je však vyžadován pevný a jistý krok, protože cesta vede přes strmý hřeben Binnelgrat. Nad samotnou horskou vesnicí se tyčí dva horské vrcholy, Große Klara a Kleine Klara (česky Velká a Malá Klára).
Divokou romantikou oplývají také různé stezky vedoucí do blízkých lesů. Oblíbená turistická stezka vede od autobusové zastávky Ebnit, Niedere do nedaleké vesnice Kehlegg (také součást obce Dornbirn). Velmi oblíbené jsou také stezky do nedalekých soutěsek, jako jsou Rappenloch nebo Alploch. Od těchto soutěsek je také možné pokračovat výstupem na místní horu Dornbirnu, Karren.

### Webové odkazy
- Sportovní sdružení Ebnit
- Oficiální stránky města Dornbirn
- Kolpingova prázdninová vesnička Ebnit